# Rolf Jupither
Rolf Greger Jupither, född 1 november 1932 i Visby, död 23 juni 1984 i Stockholm, var en svensk operasångare (baryton).

## Biografi
Jupither utbildades i solistklassen vid Musikaliska Akademien 1959–1960 där han studerade för professor Ragnar Hultén. Parallellt tog han sånglektioner för Käthe Berstein-Sundström. Året därpå antogs han till operaklassen vid samma skola i samma klass som Jonny Blanc och Bengt Rundgren bland andra. Han gjorde mindre roller på Kungliga Teatern parallellt med studierna, och vid operaskolans uppvisning 1962 gjorde han ett uppmärksammat framträdande som Scarpia i Tosca. Han fick därefter anställning vid Den norske opera i Oslo under ett år. Han debuterade där som Rigoletto. Året därpå blev han fast anställd på Kungliga Teatern.
Hans repertoar var omfattande. Bland rollerna kan nämnas Telramund i Lohengrin, Jochaanan i Salome och Fasolt i Rhenguldet. Han utmärkte sig särskilt som Scarpia i Puccinis Tosca. Jupither var i början av 1970-talet med i Nya Björlingkvartetten tillsammans med Rolf Björling, Gunnel Eklund och Laila Andersson.
Han gästspelade även på bland annat Drottningholmsteatern, Falconercentret och Det Kongelige Teater i Köpenhamn, Deutsche Oper i Berlin och Bolsjojteatern.
Han tilldelades Jussi Björlingstipendiet 1979. Rolf Jupither är begravd på Norra kyrkogården i Visby. Han är far till operasångaren Marcus Jupither.

## Filmografi (urval)
- 1971 – Troll

## Diskografi (Urval
- Beethoven, Fidelio. Stockholm 1975-12-30. Nicolai Gedda, Berit Lindholm, Rolf Jupither.
- Wagner, Lohengrin. Stockholm 1966. Nicolai Gedda, Aase Nordmo-Lovberg, Rolf Jupither, Ericsson. Dirigent Silvio Varviso. Utgiven på Ponto records.
- Strauss, Richard, Die Frau ohne Schatten. Stockholm 1976-02-21. Birgit Nilsson, Margareta Hallin, Rolf Jupither, Matti Kastu.
- Puccini, Tosca. Stockholm 1983-11-14. Laila Andersson, Rolf Björling, Rolf Jupither, Wahlgren, Dirigent Kjell Ingebretsen.
- Strauss, Richard, Die Frau ohne Schatten. Stockholm 1978. Birgit Nilsson, Matti Kastu, Rolf Jupither, Siv Wennberg med flera.